# William Farquhar Barry

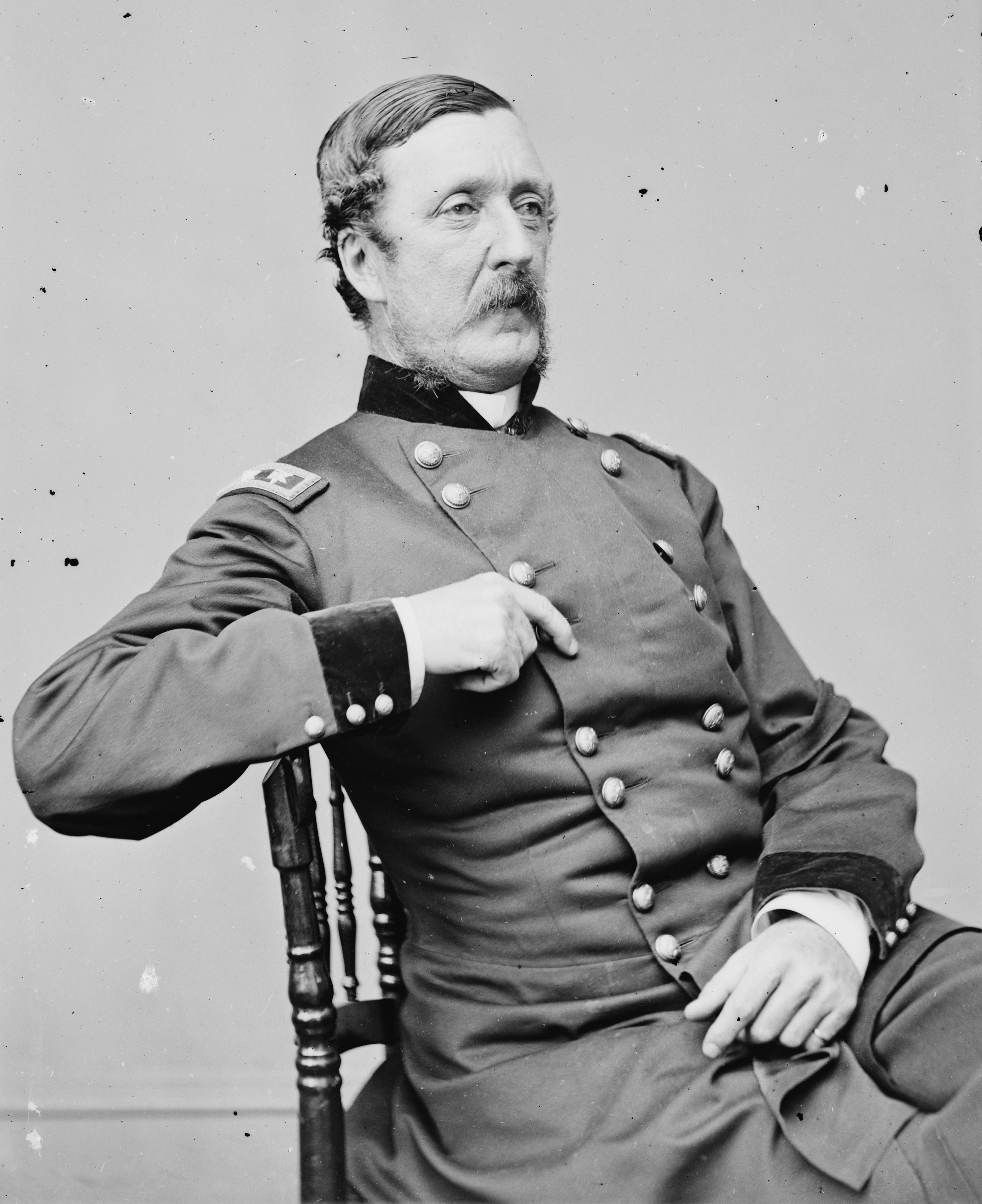
William Farquhar Barry

William Farquhar Barry (* 18. August 1818 in New York City; † 18. Juli 1879 in Fort McHenry) war ein amerikanischer Artillerie-Offizier der United States Army, der im Mexikanisch-Amerikanischen Krieg und im Sezessionskrieg diente.

## Militärische Karriere
Barry war 1838 Absolvent der United States Military Academy und beendete seine Ausbildung als 17. von 45 Kadetten. Danach war er als Brevet Leutnant beim  4. U.S. Artillerieregiment. Wenige Wochen später wechselte er zum 2. Artillerieregiment und war nahe der kanadischen Grenze stationiert. Später nahm er an den Seminolenkriegen und den Kansas-Missouri Grenz-Kriegen teil.
1860 schrieb er als Co-Autor mit William H. French und Henry J. Hunt das Buch Instruction for Field Artillery.
Kurz nach Ausbruch der Feindseligkeiten zwischen den Nordstaaten und den Konföderierten Staaten wurde er zum Major befördert. Während der ersten Schlacht am Bull Run diente er als Kommandeur der Artillerie unter Brigadegeneral Irvin McDowell, wo seine Position durch einen Fehler beim Rückzug der Unions-Truppen durch die Konföderierten überrannt wurde.
Am 20. August 1861 wurde er von Präsident Abraham Lincoln zum Brigadegeneral befördert. Der Präsident legte die Nominierung am 21. Dezember 1861 dem Senat der Vereinigten Staaten vor und der Senat bestätigte am 17. März 1862 die Beförderung. Barry hatte die Idee, in der Potomac-Armee eine berittene Artillerie-Brigade einzuführen.
Als Kommandeur der Artillerie unter Generalmajor George B. McClellan organisierte er die Artillerie der Potomac-Armee während des Halbinsel-Feldzuges. Später nahm er an den Schlachten von Yorktown, Beaver Dam Creek, Gaines Mill, White Oak Swamp und Schlacht am Malvern Hill teil.

Nach Überwachung der Forts und der Artillerie im Raum Washington, D.C. wurde er Chef der Artillerie unter Generalmajor William T. Sherman und nahm mit ihm an der Schlacht von Chattanooga, dem Marsch zum Meer und der Carolina Kampagne teil. Am 23. Januar 1865 nominierte Präsident Lincoln Barry, rückwirkend zum 1. September 1864, zur Ernennung zum Brevet Generalmajor für seine Verdienste im Atlanta-Feldzug. Das betätigte der Senat am 14. Februar 1865. Am 15. Januar 1866 wurde er ausgemustert und schied aus der Armee aus. Am 17. Juli 1866 nominierte Präsident Andrew Johnson Barry für den Wiedereintritt in die Armee, rückwirkend zum 13. März 1865, und der Senat bestätigte dies am 23. Juli 1866.
Er wurde Kommandeur des 2. Artillerieregiments, in dem er bis 1867 diente. Danach war er Chef der Artillerie-Schule in Fort Monroe bis 1877. Er wurde zum Kommandeur von Fort McHenry in Baltimore, (Maryland).
Barry starb im Alter von 60 Jahren in Fort McHenry und wurde auf dem Forest Lawn Friedhof in Buffalo (New York) beigesetzt.